# Gertjan Kleijne
Gertjan Peter Kleijne (Gent, 12 augustus 1973) is illustrator, animator en cartoonist.

## Carrière
Kleijne studeerde illustratie aan de Constantijn Huygens Academie te Kampen en maakte zijn debuut als illustrator van puzzelboekjes bij uitgeverij Sanders. Ook tekende hij in zijn beginjaren strips voor de kinderbladen Taptoe, ZeGGus en Hello You!.
In 1998 maakte Kleijne vervolgens de stap naar speelgoedbedrijf SES Creative. Door hem ontworpen spellen werden drie keer genomineerd voor Speelgoed van het Jaar en hij won desbetreffende prijs met Klei het maar!. 
De doorbraak van Kleijne begon in 2000 met de oprichting van zijn eigen bedrijf, Kloink. Hier hervatte hij zijn werk als spelontwerper en begon hij tevens als zelfstandig live-cartoonist voor bedrijven en overheidsinstellingen. Zo werkte Kleijne (o.a.) samen met  Capgemini, PwC, Centraal Beheer-Achmea, gemeente Rotterdam en het Openbaar Ministerie.

## Werk en publicaties

### Cartoons
- Het Financieele Dagblad, jaargang 2012

### Spellen
als ontwerper en/of illustrator:
- Verkeersspel, Zakgeldspel (Uitgeverij: Koninklijke Jumbo - 2006, 2013)
- Pesten, Jokeren, Ezelen (Uitgeverij: Identity Games International - 2009, 2010, 2011)
- Stratego Original, de infiltrant (Uitgeverij: Koninklijke Jumbo - 2011)